# Pedro Mari Sánchez
Pedro Mari Sánchez (Ciudad Real, 16 de enero de 1954) es un actor español.

## Biografía
Comienza a actuar siendo pequeño (1962) con el personaje de Críspulo, el más travieso de los hijos de Alberto Closas y Amparo Soler Leal en la película La gran familia (1963). Ha trabajado con los directores José Luis Alonso, José Tamayo, Alberto González Vergel, José Carlos Plaza, José Luis Gómez, Ariel García Valdés, Clifford Williams, Agustí Villalonga, Enrique Urbizu, Juan Carlos Fresnadillo, Antonio Larreta, Paco Mir, Josep María Mestres, Lluís Homar o Lluís Pasqual, entre otros. 
Ha representado a los autores más diversos, desde Calderón, Lope de Vega o Shakespeare, hasta José Luis Alonso de Santos, Antonio Gala, Bernard Marie Koltès o Botho Strauss, siendo el teatro clásico uno de los puntales de su actividad como actor y director, aunque el teatro contemporáneo ha sido la consecuencia directa de su experiencia clásica.  Inauguró el Nuevo Teatro del Piccolo de Milán (Fossati), con El público de Federico García Lorca. 
En septiembre de 2012 protagonizó, dentro del ciclo especial Microteatro por Calle 13, producido por la Universal, el texto escrito por Juan Carlos Fresnadillo Cuando cuente hasta tres, con Aura Garrido y Enric Benavent.
En noviembre de 2012 se estrenó el cortometraje, sobre una idea de Luis García Berlanga, El aprovechamiento industrial de los cadáveres, escrito y dirigido por Antonio Gómez Rufo.
En junio y julio de 2013 ha sido actor invitado especial en Amar es para siempre, de Diagonal TV, para Atresmedia.

## Cine
Su paso por el cine comienza con la mencionada La gran familia, su primera película; repetiría personaje en las continuaciones del filme: La familia y uno más (1965) y La gran familia... 30 años después (1999) esta última para televisión. Otros títulos que cabe mencionar incluyen Otra vuelta de tuerca dirigida por Eloy de la Iglesia sobre la novela de Henry James, La siesta de Jorge Grau,  Del amor y de la Muerte de Antonio Giménez Rico, Viento de cólera de Pedro de la Sota, Esposados de Juan Carlos Fresnadillo, 99’9 de Agustí Villaronga, Amor de hombre de Yolanda Serrano, GAL de Miguel Curtois y, en el papel de Ontiveros, en No habrá paz para los malvados dirigida por Enrique Urbizu que obtuvo seis Premios Goya.

## Teatro (selección)
Ha desarrollado una prolongada carrera teatral, que incluye los siguientes montajes:

### Como actor
- Tintin y las naranjas azules (1964), con Philippe Condroyer.
- Miles de payasos (1965), con Paco Rabal.
- Lección de anatomía (1977), con María José Goyanes.
- El calor de la llama  (1977), con Antonio Ferrandis
- El galán fantasma (1981).[1]
- La gaviota (1981).[2]
- Ricardo III (1983).[3]
- Absalón (1983), con Emilio Gutiérrez Caba.
- Cuentos de los bosques de Viena (1984).[4]
- La Dorotea (1983)
- Electra (1984).
- Bajarse al moro (1985), con Verónica Forqué.
- Fedra (1986).
- El público (1987).
- El príncipe constante (1988)[5]
- Carmen, Carmen (1988).
- La tercera palabra (1992).
- Don Juan Tenorio (1993).
- Un tranvía llamado deseo (1993), bajo dirección de José Tamayo.
- Calígula (1994).
- La vida es sueño (1996).
- El anzuelo de Fenisa (1997)
- Clásyclos (1999).
- Breviario de amor de un halterófilo (2001), de Fernando Arrabal.
- 23 centímetros (2002).
- La traición en la amistad (2003)
- Por delante y por detrás (2004), bajo dirección de Alexander Herold.
- Políticamente incorrecto (2005), bajo dirección de Paco Mir.
- La divina Filotea (2007), protagonizado y dirigido por el actor.
- La asamblea de mujeres (2015), de Aristófanes, dirigida por Juan Echanove
- El galán fantasma, de Calderón de la Barca, dirigida por José Luis Alonso (CDN),
- El príncipe constante, de Calderón, dirigida por Alberto González Vergel,
- Carmen, Carmen, de Antonio Gala, dirigida por José Carlos Plaza,
- La vida es sueño, de Calderón, dirigida por Ariel García Valdés (CNTC)
- El tiempo y la habitación, de Botho Strauss, dirigida por Lluis Homar (CDN),
- Un tranvía llamado deseo, de Tennessee Williams, dirigida por José Tamayo,
- Absalón, de Calderón, en versión de Sanchís Sinisterra y dirigida por José Luis Gómez (CDN),
- Calígula, de Albert Camus, dirigida por José Tamayo,
- Divinas palabras, de Valle-Inclán, dirigida por José Tamayo,
- El público, de García Lorca, dirigida por Lluis Pasqual,
- Don Juan Tenorio, de José Zorrilla,

### Como director
- Concierto para clave y poesía, de creación propia, con Juan Echanove, para el Festival de Otoño de Madrid;
- El cántaro roto, de Kleist, donde dirigió a Agustín González y Anna Lizarán;
- La divina Filotea, de Calderón, con música de José de Nebra;
- La tercera palabra,  de Alejandro Casona y producida por Justo Alonso;
- De noche justo antes de los bosques, de Bernard Marie Kòltes, (CDN).

## Televisión
Ha intervenido, desde la década de 1960, en numerosos espacios de teatro para televisión, como Primera Fila,  Estudio 1, Novela, Teatro Breve, Ficciones o Historias para no dormir, a las órdenes de directores como Claudio Guerin, Narciso Ibáñez Serrador, Pedro Amalio López, Pilar Miró o Juan Guerrero Zamora, con títulos como El pequeño lord, El viajero sin equipaje, La hermosa gente, El dos de mayo, El milagro de Ana Sullivan, Desdichas de la fortuna, Los bulbos, El chico de los Winslow, Ricardo III, Bajarse al moro, Absalón, Calígula, Adiós, señorita Ruth o Casa de muñecas.
Además ha intervenido en series como Si yo fuera rico (1973-74), junto a Antonio Garisa o Fuera de control (2006), ambas en TVE, además de aparecer en las temporadas 15.ª, 16.ª y 18.ª de Cuéntame como pasó, interpretando a Emilio Bretón, un policía corrupto.

## Doblaje
Como actor de doblaje, entre otros, destaca la voz de Alex DeLarge, protagonista de La naranja mecánica, de Stanley Kubrick, que en la versión anglosajona protagonizó Malcolm McDowell. En 1979, Kubrick eligió personalmente a Sánchez para hacer la voz de su protagonista, en un doblaje que fue dirigido por Carlos Saura, para el reestreno de la película en 1980 (la película cuando fue estrenada en 1975 en España era en versión original subtitulada). Ha doblado a otros actores de relevancia como Sean Penn (El juego del halcón) o Laurence Fishburne en su papel del Cabo Dorsey de Apocalypse Now, de Francis Ford Coppola.

## Música
La música fue su verdadero inicio en el mundo artístico, actuando en los programas de radio que presentaban Bobby Deglané o José Luis Pecker, y en Festivales de la época, como El baile de Las Vistillas. Actuó en el Circo Price de Madrid, junto a artistas relevantes como Pinito del Oro. En el Teatro Madrid cantó con el Mariachi de Pedro Infante y grabó, a consecuencia de estas actuaciones, varios discos con el sello Phillips : Pedro Mari y Nochebuena con Pedro Mari. En 1979, compone y graba  Soñé que te quería, dentro del LP Encuentro tras ser fichado por Polygram, después de protagonizar The Rocky Horror Show, el musical De Richard O’Brien que se mantuvo más de un año en cartel. Para este trabajo contó con los arreglos de Eduardo Leyva, participando también en ellos, y con las colaboraciones de José María Guzmán, Adolfo Rodríguez, Juan Cerro, Miguel Vercher, Eduardo Gracia, o Carlos Attias, entre otros músicos. “Soñé que te quería” ha sido incluido en varias recopilaciones (The secret songs y Lo mejor del pop europeo) (Polygram). En 2010 graba para el sello Verso Cuentos de Andersen, con música de Jesús Torres, y los intérpretes Iñaki Alberdi y Trío Arbós.

## Otros
Además de su trabajo en el campo teatral y audiovisual ha desarrollado actividad con el mundo musical, como la ópera radiofónica Amor de don Perlimplín con Belisa en su jardín, a partir de la obra homónima de Federico García Lorca; ha colaborado como narrador en varios conciertos; ha dirigido el concierto proyección Tour de Manivelle, en el Teatro de la Zarzuela; interpretado y dirigido a los actores del CD Música Clásica, de Ruperto Chapí; ha creado para la escena espectáculos multidisciplinares, como Bajo la corteza del Paraíso; ha puesto la voz a Beethoven en el Concierto para educación secundaria, La Quinta de Beethoven; ha representado El pájaro de fuego, con música de Stravinski. En octubre de 2011 actuó en el Festival Poesía en voz alta ( Universidad Autónoma de México), con su creación El sonido y la palabra/silencio, poema escénico-musical, con textos de San Juan de la Cruz y música de John Cage, con el gran pianista Juan Carlos Garvayo y que fue estrenado en la Semana de Música Religiosa de Cuenca con anterioridad.

## Docencia
Imparte Cursos Especializados para Profesionales en diferentes centros

## Premios
- Premio de Honor en el Festival "Plasencia en Corto", 2024
- Mejor actor de Teatro de El Ojo Crítico de Radio Nacional de España.
- Premio Ricardo Calvo'.
- Premio de la Villa de Madrid,
- Premio “Ágora” de teatro, de Almagro.
- Premio de la Unión de Actores.
- Premio al Mejor actor del Festival de Cine Ibérico y Mejor actor del Festival Internacional de Cine de Cortometraje de Alcalá de Henares.
- Nominado a Mejor Actor de Cine por la Asociación de Críticos de Nueva York por su trabajo en Del amor y de la muerte, de Antonio Giménez-Rico.